# Fajszi-gyűjtemény
A Fajszi-gyűjtemény az Országos Idegennyelvű Könyvtár külön gyűjteménye. A Fajszi Károly (1911-2004) által 1966-tól gyűjtött anyag 1982 óta védett, 20 000 bibliográfiai tételből, kb. 20 000 egyéb dokumentumból áll. Hungarika-anyaga rendkívül gazdag.

## Fajszi-gyűjtemény
A Fajszi Károly által összegyűjtött eszperantó könyvek, folyóiratok és relikviák az 1980-as évek végére túlhaladták a magángyűjtemény határait és a világ negyedik legnagyobb eszperantó gyűjteményévé vált.
A Fajszi-gyűjteményt 1982-ben a Művelődési Minisztérium védetté nyilvánította, és az Országos Széchényi Könyvtár szakfelügyelete alá rendelte. 1987-ben az Országos Széchényi Könyvtárban nagy sikerű kiállítást rendeztek a gyűjtemény anyagából Az eszperantó könyv Magyarországon címmel.
Fajszi Károly gyűjteményét úgy kívánta hátrahagyni, hogy az együtt maradjon, és továbbra is könyvtárként működjön. A Nemzeti Kulturális Örökség Minisztériuma az egész gyűjteményt 2001 júniusában megvásárolta, és az Országos Idegennyelvű Könyvtárnak további kezelésre átadta. Fajszi Károly átadott gyűjteményének sorsát 2004-ben bekövetkezett haláláig figyelemmel kísérte. 
A gyűjtemény a világ minden tájáról származó mintegy 12 ezer könyvből és kb. 1275-féle időszaki kiadványból áll: a folyóiratok egy része 224-féle, 1305 kötetbe van kötve. A könyvek nagy része dedikált vagy pedig a volt eszperantista tulajdonos bejegyzéseivel ellátott példány. 
A könyvek feléről Fajszi Károly kötetkatalógust jelentetett meg 1991-ben, amelyben a műveket a könyvtárakban használatos ETO (Egyetemes Tizedes Osztályozás) alapján csoportosította. Az Országos Idegennyelvű Könyvtár által 2005-ben megjelent a könyvállomány második részének kötetkatalógusa.
A Fajszi-gyűjtemény 2001-ben történt átvételével a gyűjtemény fejlesztése befejeződött. A könyvtár további anyagok gyűjtését – a gyűjtemény eredeti gyűjtőköri elképzelésének megfelelően – nem vállalhatja magára.
Az eszperantó nyelvű könyvek és más dokumentumok beszerzése a Könyvtár lehetőségeinek és gyűjtőkörének megfelelően folytatódik, azonban nem a Fajszi-gyűjtemény kiegészítéseként, hanem a Könyvtár törzsállományaként.
A Fajszi-gyűjtemény könyvanyaga a Könyvtár Galériáján került elhelyezésre. A könyvek és a folyóiratok használata a könyvtár Olvasótermében, nyitvatartási időben lehetséges. A gyűjtemény anyagainak használatát előzetes – legalább egy nappal korábbi – és meghatározott kérés alapján biztosítják.
A Gyűjtemény minden héten szerdánként 9 és 12 óra között előzetes – legalább egy nappal korábbi –, az igazgatóság címére küldött és visszaigazolt bejelentkezés alapján látogatható.
Az Országos Idegennyelvű Könyvtár célja, hogy a gyűjtemény könyvei, folyóiratai, muzeális jellegű tárgyi emlékei és a kapcsolódó rendezvények minél teljesebben legyenek elérhetőek a nagyközönség számára.
A könyvtár Kávészünet című blogján külön eszperantó részt tart fenn, ahol folyamatosan informál és publikál eszperantó témákban. A könyvtár a hivatalos Facebook-oldala mellett Kolektaĵo Fajszi néven hivatalos Facebook-oldalt is működtet.